# Оберзехеринг
Оберзехеринг (њем. Obersöchering) општина је у њемачкој савезној држави Баварска. Једно је од 34 општинска средишта округа Вајлхајм-Шонгау. Према процјени из 2010. у општини је живјело 1.505 становника. Посједује регионалну шифру (AGS) 9190136.

## Географски и демографски подаци
Оберзехеринг се налази у савезној држави Баварска у округу Вајлхајм-Шонгау. Општина се налази на надморској висини од 665 метара. Површина општине износи 24,3 km². У самом мјесту је, према процјени из 2010. године, живјело 1.505 становника. Просјечна густина становништва износи 62 становника/km².